# Rudolf Zabel

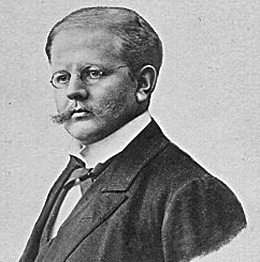
Porträt Rudolf Zabel

Carl Hugo Rudolf Zabel (* 1. September 1876 in Wollin (Provinz Sachsen); † 3. Juli 1939 in Berlin) war ein deutscher Journalist, Schriftsteller und Forschungsreisender.

## Leben
Zabel war der Sohn des Pastors Hermann Zabel und dessen Frau Luise Meinecke.
Er besuchte das Gymnasium in Eisenach und studierte anschließend an den Universitäten Marburg und Leipzig (Jura, Volkswirtschaft, Ethnographie). Während seines Studiums in Leipzig war er 1896 Herausgeber der Akademischen Rundschau. Nach seinem Abschluss war er in der Redaktion des Ostasiatischen Lloyd in Shanghai tätig. Danach reiste er als Journalist und Reiseschriftsteller in die Länder China, Mandschurei, Sibirien, Japan, Korea, Marokko, Turkestan, Türkei und Mexiko. Unter anderem schrieb er für die Vossische Zeitung.
Bekannt wurde Rudolf Zabel durch seine Bücher und seine Vorträge mit Lichtbildern über diese Länder zum Zwecke der Volksaufklärung.

## Familie
Zabel war in erster Ehe mit Bertha Magdalena Faerber verheiratet. Aus dieser Ehe stammten die Kinder
- Wolf Armin Zabel (* 11. November 1904[1]; † 31. Juli 1944 in Witebsk, Belarus)[5]. Er war bei seinem Tod Oberstleutnant in der 6. Luftwaffen-Felddivision[6].
- Ingeborg Zabel (* 10. Januar 1906[1]; † unbekannt)

Mit seiner zweiten Ehefrau Gertrud Zabel unternimmt Rudolf Zabel 1925 eine Forschungsreise in Mexiko.

## Bücher
- Die Tiroler Bergfahrt. Leipziger Ausstellungsposse von Hans Thenau und Rudolf Zabel. Leipzig 1897.[9]
- Cuba. Die wirthschaftliche, sociale und politische Entwickelung der Insel. Berlin und Leipzig 1898.[10]
- Deutschland in China. Georg Wigand, Leipzig 1902.[11]
- Durch die Mandschurei und Sibirien. Reisen und Studien. Georg Wigand, Leipzig 1902.[12]
- Im muhammedanischen Abendlande Marokko. Tagebuch einer Reise durch Marokko. Stephan Geibel Verlag. Altenburg 1905.[13]
- Meine Hochzeitsreise nach Korea während des Russisch-Japanischen Krieges. Stephan Geibel Verlag. Altenburg 1906.[14]
- Berühmte Forschungsreisende im Verkehr mit wilden Völkerschaften. Hansa-Verlag. Hamburg 1910
- Ins Land des Paradieses.
- Gelbes Gold in chinesischem Bergwerk.
- In unruhiger Zeit in Marokko. Schaffstein, Köln 1912.
- Im Kampfe um Konstantinopel und die wirtschaftliche Lage der Türkei während des Weltkrieges. Thomas, Leipzig 1916.
- Das heimliche Volk. Erlebnisse eines Forschungsreisenden am Lagerfeuer und vor den Höhlen des Urvolks der Tarahumare-Indianer. Berlin 1928.